# Will Power

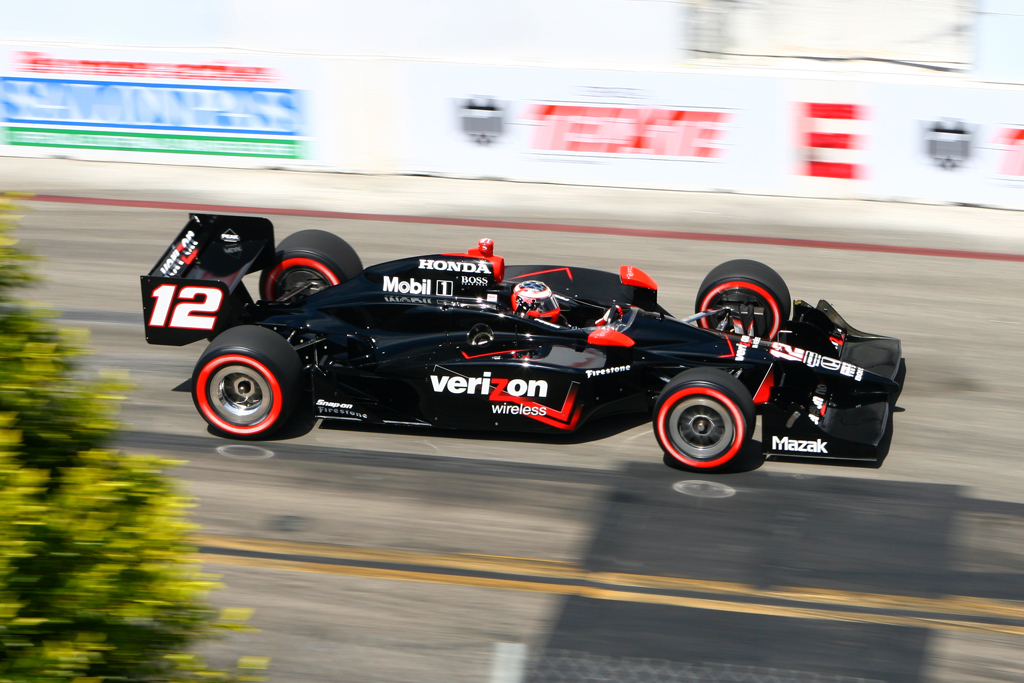
Power in 2009

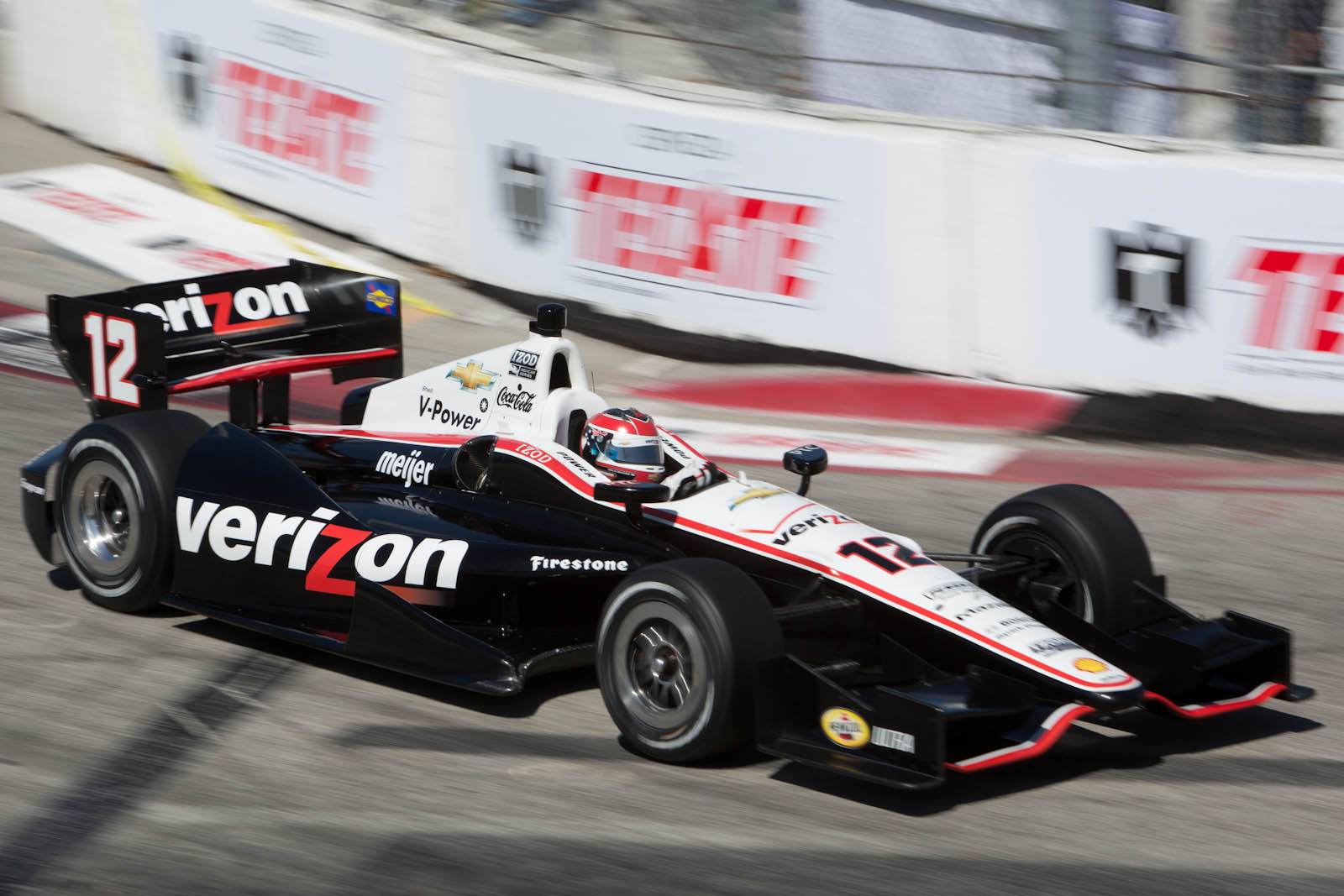
Power in 2012

Will Power (Toowoomba (Queensland), 1 maart 1981) is een Australisch autocoureur. Hij rijdt sinds 2008 in de IndyCar Series en reed voorheen in de Champ Car. In 2014 en 2022 werd hij kampioen in de IndyCar Series en in 2018 won hij de iconische Indy 500 race.

## Carrière
Power reed op 15-jarige leeftijd het Australische Formule Ford kampioenschap. In 2002 won hij het Australisch drivers kampioenschap. Hij reed in diverse andere raceklassen. In 2005 reed hij op het circuit van Brand Hatch voor het Australisch team in de A1GP en werd tweede in de race, tot nog toe het beste resultaat voor het team.

### Champ Car
Op het einde van 2005 ging hij rijden voor het Walker team, team Australia, in de Champ Car. In 2006 won hij de trofee Rookie of the Year. Hij bleef voor dat team rijden en in 2007 won hij de races op de Las Vegas Motor Speedway en het stratencircuit van Toronto. Hij werd dat jaar vierde in de eindrangschikking.

### IndyCar Series
Toen de Champ Car er eind 2007 mee ophield en zijn team bekendmaakte dat ze geen overstap naar de IndyCar Series planden, moest Power in 2008 op zoek naar een ander team. Hij vond met KV Racing een nieuwe werkgever en won met hen de race op het stratencircuit van Long Beach. In 2009 stapte hij over naar Penske Racing om er Hélio Castroneves te vervangen die op dat moment in onzekerheid was of hij dat jaar zou kunnen racen. Castroneves kon echter vanaf de tweede race terug aan de slag en Penske Racing besliste dat Power enkel nog een beperkt programma zou rijden dat jaar. Power reed in totaal zes races en won de race in het Canadese Edmonton. Tijdens trainingsritten op de Infineon Raceway liep hij een rugletsel op waardoor hij de rest van het seizoen niet meer aan de slag kon. In 2010 besliste Penske om een derde wagen in te zetten om Power de mogelijkheid te geven een volledig seizoen re racen. Hij won de zowel de eerste race van het seizoen op het stratencircuit van São Paulo als de tweede race op het stratencircuit van Saint Petersburg. Hij won later in het jaar nog drie races en werd vice-kampioen na Dario Franchitti die het kampioenschap won. In 2011 en 2012 werd hij opnieuw tweede in het kampioenschap achter respectievelijk Franchitti en Ryan Hunter-Reay, maar in 2014 won hij voor het eerst het kampioenschap.
In 2018 wint hij de Indianapolis 500. 
In 2022 rijdt Power een sterk seizoen. Van alle coureurs is hij het meest consistent. Met elf top 5 posities en 1 overwinning op zak vertrekt hij naar de laatste race in Laguna Seca als kampioenschapsleider. Power behaalt Pole Position, zijn 68e in totaal en verbreekt hiermee het record van Mario Andretti. 
In de race zijn er nog vijf coureurs kans maken op de titel, met Scott Dixon en Josef Newgarden beiden op slechts 20 punten achterstand. In de race speel Dixon geen rol van betekenis, maar concurrent Josef Newgarden rijdt na een sterke inhaalrace vanaf p25 naar een tweede plaats. Power behaalt uiteindelijk een derde plek. Voldoende om met 16 punten verschil de titel te winnen.

## Resultaten
Champcar resultaten (aantal gereden races, aantal maal in de top 5 van een race, eindpositie kampioenschap en punten)
| Jaar | Races | 1ste | 2de | 3de | 4de | 5de | Rang | Ptn |
| ---- | ----- | ---- | --- | --- | --- | --- | ---- | --- |
| 2005 | 2     | -    | -   | -   | -   | -   | 22   | 17  |
| 2006 | 14    | -    | -   | 1   | 1   | 1   | 6    | 213 |
| 2007 | 14    | 2    | 1   | 2   | 3   | -   | 4    | 262 |

IndyCar Series resultaten (aantal gereden races, aantal maal in de top 5 van een race, eindpositie kampioenschap en punten)
| Jaar | Races | 1ste | 2de | 3de | 4de | 5de | Rang | Ptn |
| ---- | ----- | ---- | --- | --- | --- | --- | ---- | --- |
| 2008 | 18    | 1    | -   | -   | 1   | 1   | 12   | 331 |
| 2009 | 6     | 1    | 1   | 1   | -   | 1   | 19   | 215 |
| 2010 | 17    | 5    | 2   | 2   | 1   | 1   | 2    | 597 |
| 2011 | 17    | 6    | 2   | 1   | 1   | 1   | 2    | 555 |
| 2012 | 15    | 3    | 2   | 1   | 1   | -   | 2    | 465 |
| 2013 | 19    | 3    | -   | 1   | 2   | 1   | 4    | 498 |
| 2014 | 18    | 3    | 3   | 1   | -   | 1   | 1    | 671 |
| 2015 | 16    | 1    | 2   | -   | 4   | -   | 3    | 493 |
| 2016 | 16    | 4    | 1   | 1   | 1   | -   | 2    | 532 |
| 2017 | 17    | 3    | 2   | 2   | 1   | 1   | 5    | 562 |
| 2018 | 17    | 3    | 3   | 2   | -   | -   | 3    | 582 |
| 2019 | 17    | 2    | 2   | 2   | 1   | 1   | 5    | 550 |
| 2020 | 14    | 2    | 2   | 1   | -   | -   | 5    | 396 |
| 2021 | 16    | 1    | 1   | 2   | -   | -   | 9    | 357 |
| 2022 | 17    | 1    | 2   | 6   | 3   | -   | 1    | 560 |
| 2023 | 17    | 0    | 2   | 2   | 1   | 1   | 7    | 425 |
| 2024 | 18    | 3    | 4   | 0   | 0   | 0   | 4    | 498 |

### Resultaten Indianapolis 500
| Jaar | Chassis | Motor     | Start | Finish | Team          |
| ---- | ------- | --------- | ----- | ------ | ------------- |
| 2008 | Dallara | Honda     | 23    | 13     | KV Racing     |
| 2009 | Dallara | Honda     | 9     | 5      | Penske Racing |
| 2010 | Dallara | Honda     | 2     | 8      | Penske Racing |
| 2011 | Dallara | Honda     | 5     | 14     | Penske Racing |
| 2012 | Dallara | Chevrolet | 5     | 28     | Penske Racing |
| 2013 | Dallara | Chevrolet | 6     | 19     | Penske Racing |
| 2014 | Dallara | Chevrolet | 3     | 8      | Penske Racing |
| 2015 | Dallara | Chevrolet | 2     | 2      | Penske Racing |
| 2016 | Dallara | Chevrolet | 6     | 10     | Penske Racing |
| 2017 | Dallara | Chevrolet | 9     | 23     | Penske Racing |
| 2018 | Dallara | Chevrolet | 3     | 1      | Penske Racing |
| 2019 | Dallara | Chevrolet | 6     | 5      | Penske Racing |
| 2020 | Dallara | Chevrolet | 22    | 14     | Penske Racing |
| 2021 | Dallara | Chevrolet | 32    | 30     | Penske Racing |
| 2022 | Dallara | Chevrolet | 11    | 15     | Penske Racing |
| 2023 | Dallara | Chevrolet | 12    | 23     | Penske Racing |
| 2024 | Dallara | Chevrolet | 2     | 24     | Penske Racing |